# العلاقات البنينية الهايتية
العلاقات البنينية الهايتية هي العلاقات الثنائية التي تجمع بين بنين وهايتي.

## مقارنة بين البلدين
هذه مقارنة عامة ومرجعية للدولتين:
| وجه المقارنة                                              | بنين            | هايتي                                |
| --------------------------------------------------------- | --------------- | ------------------------------------ |
| المساحة (كم2)                                             | 114.76 ألف      | 27.75 ألف                            |
| عدد السكان (نسمة)                                         | 11.18 مليون     | 10.98 مليون                          |
| الكثافة السكانية (ن./كم²)                                 | 97.42           | 395.68                               |
| العاصمة                                                   | بورتو نوفو      | بورت أو برانس                        |
| اللغة الرسمية                                             | لغة فرنسية      | لغة فرنسية، اللغة الكريولية الهايتية |
| العملة                                                    | فرنك غرب أفريقي | جوردة هايتية                         |
| الناتج المحلي الإجمالي (بليون دولار)                      | 9.27 مليار      | 8.41 مليار                           |
| الناتج المحلي الإجمالي (تعادل القوة الشرائية) بليون دولار | 22.38 مليار     | 18.82 مليار                          |
| الناتج المحلي الإجمالي الاسمي للفرد دولار أمريكي          | 762             | 818                                  |
| الناتج المحلي الإجمالي للفرد دولار أمريكي                 | 2.03 ألف        | 1.73 ألف                             |
| مؤشر التنمية البشرية                                      | 0.480           | 0.483                                |
| رمز المكالمات الدولي                                      | +229            | +509                                 |
| رمز الإنترنت                                              | .bj             | .ht                                  |
| المنطقة الزمنية                                           | ت ع م+01:00     | 00                                   |

## منظمات دولية مشتركة
يشترك البلدان في عضوية مجموعة من المنظمات الدولية، منها:
| علم المنظمة | اسم المنظمة                                 | تاريخ انضمام بنين | تاريخ انضمام هايتي |
| ----------- | ------------------------------------------- | ----------------- | ------------------ |
|             | منظمة الشرطة الجنائية الدولية               | ?                 | ?                  |
|             | منظمة التجارة العالمية                      | ?                 | ?                  |
|             | البنك الدولي للإنشاء والتعمير               | 10 يوليو 1963     | 8 سبتمبر 1953      |
|             | منظمة حظر الأسلحة الكيميائية                | ?                 | ?                  |
|             | مؤسسة التنمية الدولية                       | 16 سبتمبر 1963    | 13 يونيو 1961      |
|             | الأمم المتحدة                               | 20 سبتمبر 1960    | 24 أكتوبر 1945     |
|             | يونسكو                                      | 18 أكتوبر 1960    | 18 نوفمبر 1946     |
|             | الاتحاد البريدي العالمي                     | ?                 | ?                  |
|             | المركز الدولي لتسوية المنازعات الاستشارية   | 14 أكتوبر 1966    | 26 نوفمبر 2009     |
|             | مؤسسة التمويل الدولية                       | 5 فبراير 1987     | 20 يوليو 1956      |
|             | مجموعة دول أفريقيا والكاريبي والمحيط الهادئ | ?                 | ?                  |
|             | الاتحاد الدولي للاتصالات                    | 1961              | 10 أكتوبر 1927     |
|             | وكالة ضمان الاستثمار متعدد الأطراف          | 26 سبتمبر 1994    | 11 ديسمبر 1996     |

## أعلام
هذه قائمة لبعض الشخصيات التي تربطها علاقات بالبلدين:
- توسان لوفرتور (20 مايو 1743[19][20] – 7 أبريل 1803[19][20])

## وصلات خارجية
- موقع وزارة الخارجية البنينية
- موقع وزارة الخارجية الهايتية